# 2553 Viljev
2553 Viljev eller 1979 FS2 är en asteroid i huvudbältet som upptäcktes den 29 mars 1979 av den rysk-sovjetiske astronomen Nikolaj Tjernych vid Krims astrofysiska observatorium på Krim. Den har fått sitt namn efter astronomen Mikhail Vilyev.
Asteroiden har en diameter på ungefär 14 kilometer.